# Mohamed El Assri
Mohamed El-Assri (ar. محمد العسري ;ur. 28 sierpnia 1975) – marokański judoka. Olimpijczyk z Pekinu 2008, gdzie zajął dziewiąte miejsce w wadze średniej.
Uczestnik mistrzostw świata w 2005, 2007, 2009, 2010, 2011. Startował w Pucharze Świata w latach: 2008, 2011 i 2012. Srebrny medalista igrzysk śródziemnomorskich w 2009. Zdobył sześć medali na mistrzostwach Afryki w latach 2004 – 2011. Trzeci w igrzyskach panarabskich w 2011. Mistrz igrzysk frankofońskich w 2009 roku.

## Letnie Igrzyska Olimpijskie 2008
| Konkurencja | Eliminacje             | Repasaże             | Repasaże                  | Klas. końcowa |
| Konkurencja | Przeciwnik I           | Przeciwnik I         | Przeciwnik II             | Miejsce       |
| ----------- | ---------------------- | -------------------- | ------------------------- | ------------- |
| 90 kg       | Amar Benikhlef (ALG) P | David Alarza (ESP) Z | Sergei Aschwanden (SUI) P | 9.            |